# Popmart Tour
El PopMart Tour fue una gira mundial de conciertos de la banda de rock U2. Lanzado en apoyo del álbum Pop del grupo en 1997, los conciertos de la gira se realizaron en estadios y parques en 1997 y 1998. Al igual que en el anterior Zoo TV Tour de la banda, PopMart se preparó elaboradamente. Su lujoso diseño de escenario tenía una pantalla LED de 165 pies de ancho (50 m), un arco dorado de 100 pies de alto (30 m) y una gran bola de espejos de limón. Al igual que con la gira Zoo TV, la banda presentó una imagen y una actuación irónicas y burlonas, que se desviaban de sus actuaciones más serias de la década de 1980; la banda actuó con disfraces que, junto con el diseño del escenario PopMart, se burlaron de los temas del consumismo y la cultura pop.
Las cinco etapas y 93 shows del PopMart Tour atrajeron a aproximadamente 3.9 millones de fanáticos. La gira llevó a U2 a Sudamérica, Sudáfrica e Israel por primera vez. La gira fue reservada mientras la banda todavía estaba completando el álbum, que tenía previsto su lanzamiento para la temporada de vacaciones de 1996. Sin embargo, las sesiones de grabación fueron largas, retrasando el lanzamiento hasta marzo de 1997 y reduciendo el tiempo de ensayo para la gira. PopMart, aunque fue la segunda gira más taquillera de 1997, se vio empañada por dificultades técnicas y críticas mixtas de críticos y fanáticos, particularmente en los Estados Unidos. La gira fue representada en la película de concierto PopMart: Live from Mexico City.

## Concepción y planificación
El diseñador de escenarios de U2 Willie Williams y el arquitecto de escenarios Mark Fisher comenzaron a desarrollar el PopMart Tour a fines de 1995. U2 volvió a ingresar a su estudio de grabación de Dublín en octubre de 1995, poco antes de lanzar un álbum experimental / ambiental con Brian Eno, titulado Original Soundtracks 1, bajo el seudónimo "Passengers". La banda comenzó a trabajar en su noveno álbum de estudio, que estaba listo para terminar a mediados de 1996 y lanzado más tarde ese año antes de la temporada navideña y festiva. Casi al mismo tiempo, a fines de 1995, Williams comenzó a desarrollar conceptos para la próxima gira de la banda. Entre los temas propuestos para la gira se encontraba un concepto basado en el final del milenio titulado "U2000", y un concepto de discoteca que involucra una gran discoteca móvil. El vocalista principal Bono se interesó en uno de los diseños de Williams que se parecía a un supermercado, inspirado en las fachadas de las tiendas de suburbios estadounidenses de posguerra. Bono, que creía que el símbolo de un supermercado, con su gran cantidad de opciones y tentaciones, podría usarse como una metáfora de las canciones de U2, que a menudo tratan de la lucha entre el deseo y la fe. Con la ayuda de Fisher, Williams diseñó una "tienda de entretenimiento" de fantasía y decidió crear una gira con un tema de consumo.
Mientras todavía estaba en el estudio de grabación, U2 comenzó a programar fechas de gira a principios de 1996, junto con el gerente de la banda Paul McGuinness. Las actuaciones de U2 en el estadio del Zoo TV Tour recibieron una recepción muy positiva, por lo que McGuinness decidió que todo el recorrido debería tener lugar en estadios grandes, en lugar de comenzar el recorrido en arenas más pequeñas, a pesar de que la banda no sintió que otra gira por el estadio fuera necesario. Después de arriesgarse a la bancarrota al autofinanciar el Zoo TV Tour, U2 decidió buscar fuentes externas para financiar el costo de tomar el PopMart Tour en todo el mundo. Inicialmente, la banda anunció que estaban buscando patrocinadores para apoyar la gira, pero luego decidieron utilizar un solo promotor para asistencia financiera. Se hicieron ofertas con cinco partes separadas, y finalmente se llegó a un acuerdo con el promotor de conciertos Michael Cohl, con sede en Toronto, por $ 100 millones. Cohl esperaba un total de cinco a seis millones de asistentes a más de 100 conciertos, comenzando en abril de 1997. También esperaba que la gira recaudara $ 260 millones, casi $ 20 millones más que la gira Voodoo Lounge de los Rolling Stones, que fue la gira de mayor recaudación en historia de la época, y también organizada por Cohl.
A medida que avanzaban las sesiones de grabación en el nuevo álbum, U2 decidió que no estarían listos para terminar su álbum para la fecha límite de producción de mitad de año, y retrasó la fecha de lanzamiento por varios meses. Para preparar el álbum para su lanzamiento en marzo de 1997, las sesiones de grabación del álbum tuvieron que finalizar a fines de diciembre. Dentro de un mes de la fecha límite de producción, el álbum aún no tenía título y le quedaba mucho trabajo antes de que pudiera completarse. Debido a que las fechas de la gira ya habían sido reservadas, el lanzamiento del álbum no pudo demorarse más. Finalmente, el álbum se tituló Pop, y Williams apodó el título "PopMart" para la gira. Las sesiones de grabación del álbum finalizaron a tiempo para la fecha de lanzamiento de marzo de 1997, pero la banda sintió que aún necesitaban otro mes para completar el álbum. Más tarde, Bono declaró que dejar que McGuinness reservara la gira antes de que terminara el álbum fue la peor decisión que U2 tomó porque los obligó a terminar el álbum antes de lo que habían querido.

## Diseño del escenario

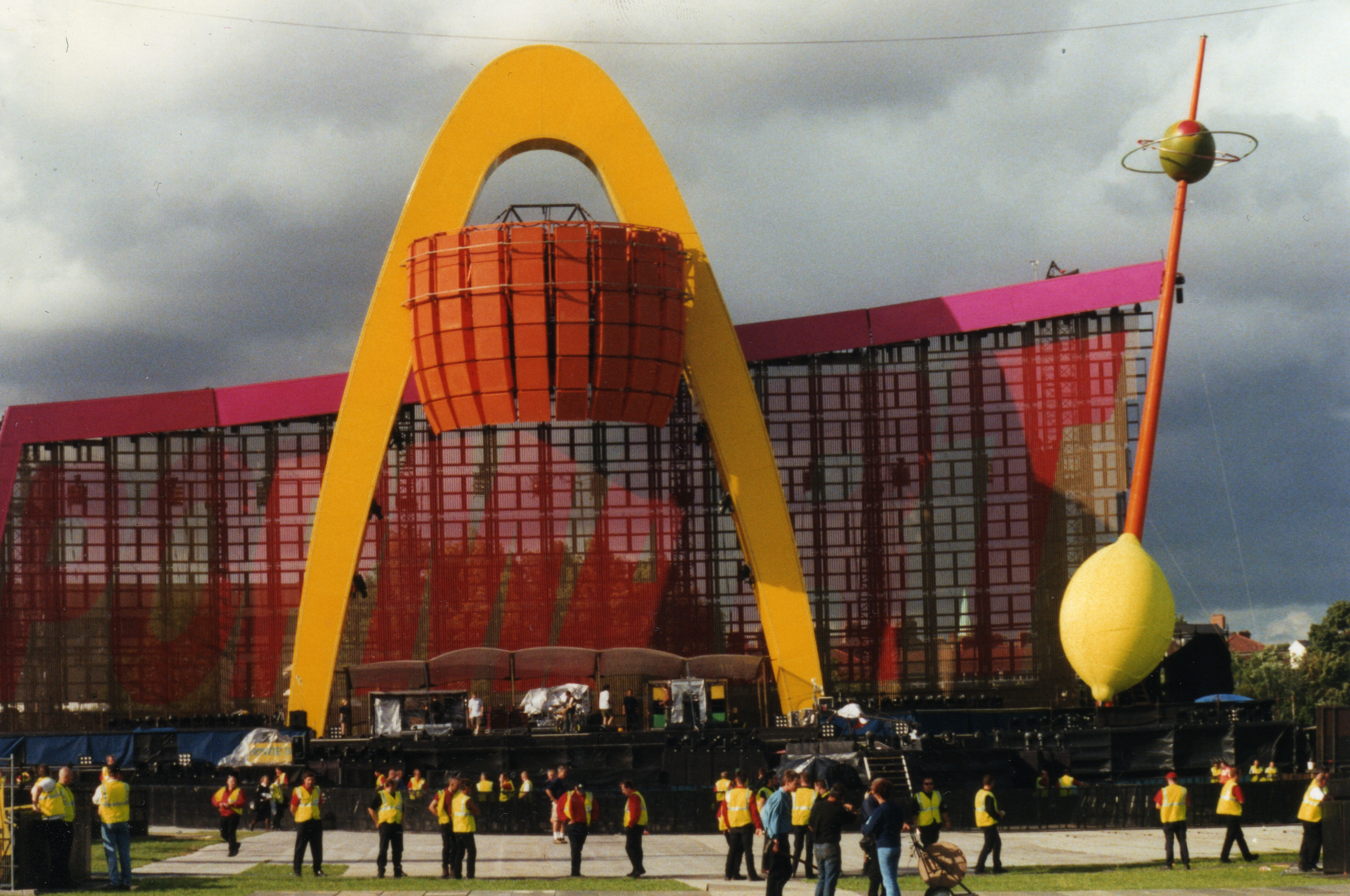
Escenario empleado con el característico arco dorado en el centro.

El show fue diseñado por el colaborador frecuente de U2, Mark Fisher, quien había diseñado también el tour anterior, Zoo TV.
El escenario incluyó un arco parabólico dorado de 30 metros, unos 100 pies, de alto cuya intención era sugerir el logotipo de McDonald's; una pantalla de vídeo de LED (la más grande hasta esa fecha) que medía 45,72 por 15,24 metros (150 x 50 pies); y un disco de espejos de 12 metros de alto (40 pies), con forma de limón en clara referencia a la canción Lemon. Sin embargo, el batería Larry Mullen bromeó diciendo «podríamos haber tenido una alcachofa, pero quisimos una fruta más práctica».
Después de producir la gira anterior de la banda, Zoo TV, que presentaba una configuración compleja que involucraba 36 pantallas de video diferentes, Williams no quería producir otro programa basado en video a menos que fuera completamente diferente de su predecesor. Sus propuestas iniciales para U2 presentaban diseños físicos, que incluían un escenario central rodeado de una pista de carreras con camiones y motocicletas en círculos. Fisher investigó una de las primeras pantallas LED que se importaron a los Estados Unidos. (Fue construido para la Feria Estatal de Texas en 1995). Fisher propuso hacer una pantalla LED mucho más grande espaciando los píxeles aún más, creando así una imagen de menor resolución. Se construyó un prototipo con píxeles LED colocados a 75 mm (3 pulgadas) de distancia en una red de carga. Funcionó con éxito y sirvió de base para la propuesta del diseño. La idea de producir otra gira basada en video ganó mucho interés cuando Fisher y Williams estaban decididos a crear la pantalla de video más grande que existía en ese momento. Cuando se propuso la idea de la pantalla a U2, decidieron correr el riesgo de crear un programa basado en un experimento tecnológico no desarrollado e invirtieron US $ 7 millones para desarrollar la pantalla.
Fisher propuso la idea de crear una pantalla LED en una lámina de tela flexible que pudiera colocarse sobre los asientos del estadio detrás del escenario. Más tarde se decidió que sería más fácil construir la pantalla si se colgara en su propio marco, por lo que se agregó un marco inclinado a la pantalla. Se pasaron varios meses experimentando y demostrando las capacidades del video LED. La pantalla diseñada para el espectáculo era diez veces más grande que las 36 pantallas de TV del zoológico juntas, con un tamaño total que oscilaba entre 150-170 pies (46-52 metros) de ancho y 50-56 pies (15-17 metros) de alto, aproximadamente del mismo tamaño que el telón de fondo utilizado durante la gira Lovetown de la banda en 1989. La pantalla se creó con la ayuda de tres compañías separadas, cada una de las cuales fabricaba diferentes componentes. La pantalla contenía 150,000 píxeles, cada uno de los cuales contenía ocho LED separados de varios colores. Los píxeles fueron fabricados por SACO Technologies, una compañía con sede en Montreal, que se especializó en la fabricación de sistemas de control y paneles para centrales nucleares y de hidrógeno. U2 fue el primer cliente de SACO, y antes del PopMart Tour, la compañía no tenía experiencia con la tecnología de video. Cada uno de los píxeles se montó en 4500 tubos de aluminio separados, que luego se dividieron en 187 paneles plegables, distribuidos en 22 columnas, que cabían fácilmente en dos camiones.
El sistema de megafonía (PA) del conjunto fue diseñado inicialmente por Fisher, quien propuso un sistema monofónico con altavoces montados en la parte superior de dos grandes estructuras en forma de asta frente a la pantalla de video. Mientras discutía la estructura para soportar el sistema centralizado de megafonía, Williams recordó una declaración que Bono hizo en el Zoo TV Tour sobre tener una "fantasía secreta para interpretar un espectáculo debajo de un conjunto de gigantescos arcos dorados". Por lo tanto, el diseño se cambió para presentar un arco parabólico de 30 metros (100 pies) que sostiene el PA en el centro del escenario. Para desarrollar aún más el concepto, Fisher dibujó una versión del escenario del concierto transformado en un supermercado, que luego apareció en las ilustraciones del álbum Pop.
Si bien el diseño general del set consistía en simplemente un arco frente a una pantalla de video inclinada, Williams quería incorporar una bola de espejos en el set, que previamente había aparecido tanto en The Joshua Tree como en Zoo TV Tours. Bono propuso que la bola de espejos se usara como un vehículo en el que la banda viajaría sobre la audiencia y hacia el escenario B durante el espectáculo, mientras hacía referencia a la nave espacial Parlamento-Funkadelic. Williams tomó en serio la idea de Bono, y sugirió que la bola de espejos debería tener forma de limón, una referencia a la canción "Lemon" de U2 de su álbum Zooropa. Fisher diseñó una bola de espejo de limón motorizada de 40 pies (12 m), que se colocó en el lado derecho del escenario. Las adiciones finales al conjunto incluyeron una aceituna de 12 pies de ancho (3,8 m) montada en un palo de cóctel de 100 pies (30 m).

## Promoción
Siguiendo el tema satírico del consumismo de la gira, U2 anunció su gira el 12 de febrero de 1997 mediante una conferencia de prensa en una tienda de descuento Kmart en la ciudad de Nueva York. Cientos de reporteros de compañías discográficas, estaciones de radio, cadenas de televisión, periódicos y revistas asistieron a la conferencia, cuya ubicación no fue revelada hasta la noche anterior. A su llegada a la tienda, U2 se subió al escenario reunido en el departamento de lencería de la tienda e interpretó "Holy Joe", un lado B del sencillo "Discothèque", que había sido lanzado nueve días antes. Todo el evento fue transmitido en vivo a través de varias fuentes en televisión, radio e Internet. Después de la actuación, la banda respondió preguntas durante media hora. Sobre por qué el tema principal de la gira fue el comercio minorista, Bono dijo: "No puedo recordar cómo surgió la idea de tomar un supermercado en la carretera ... Recuerdo que tenía mucho sentido en ese momento". Mientras estoy sentado aquí, estoy tratando de pensar cuál es esa [razón] ". Se anunció que el comienzo del PopMart Tour era presentar espectáculos en estadios en 62 ciudades de América del Norte y Europa, comenzando en Whitney, Nevada, el 25 de abril, y terminando en Seattle, Washington, el 12 de diciembre. Recorrerían otras 12 ciudades en 1998 en África, Asia, Australia y América del Sur. Los boletos salieron a la venta para las fechas anunciadas varios días después el anuncio de la gira, y tenían un precio promedio de $ 50 en todo el mundo. Debido a la falta de patrocinadores para la gira, los precios de las entradas fueron casi un 50% más altos para esta gira que Zoo TV. En los mercados donde el ingreso promedio era bajo, las entradas se vendieron por un precio más bajo, que fue suficiente para que la banda alcanzara el equilibrio, pero no perdiera dinero en el proceso.
Antes de la gira, varios mercados distribuyeron sencillos para promover la venta de entradas. Un doble sencillo de 12 pulgadas de U2 remixes fue distribuido en Canadá, y un CD sencillo de varias canciones tomadas de los álbumes de estudio de U2 fue lanzado por una estación de radio en México. En Europa, el remix de U2 de "Pop Muzik" usado para abrir los shows de PopMart, fue lanzado como un sencillo en formatos de 12 pulgadas y CD. Mientras que el primer sencillo de Pop, "Discothèque", fue lanzado en enero de 1997, "Staring at the Sun" se convirtió en el segundo sencillo del álbum, y fue lanzado en abril de 1997 para coincidir con el comienzo de la gira.
El 26 de abril de 1997, la cadena de televisión estadounidense ABC emitió un especial de una hora sobre Pop y el PopMart Tour, titulado U2: A Year in Pop. Narrado por el actor Dennis Hopper, el documental presentaba imágenes de las sesiones de grabación de Pop, así como imágenes en vivo del programa de apertura PopMart en Whitney, que tuvo lugar la noche anterior. El programa recibió una mala recepción, clasificándose en 101 de 107 programas emitidos esa semana, según las clasificaciones de Nielsen, y se convirtió en el documental no político con la calificación más baja en la historia de la red ABC. A pesar de las bajas clasificaciones, McGuinness agradeció la oportunidad de que la banda apareciera en la televisión de la red en primer lugar, afirmando que la pequeña audiencia para el especial de televisión todavía era una gran audiencia para la banda, ya que era mucho más grande que cualquier audiencia que pudiera ser obtenido por MTV.
Durante la primera etapa de la gira, MSN lanzó el primer sitio web oficial de U2, U2popmart.MSN.com. El sitio web se actualizó constantemente a lo largo de la gira, con imágenes y clips de audio de varios conciertos, así como transmisiones web en vivo durante actuaciones seleccionadas.

## Resumen del concierto
Las presentaciones comenzaban en el estilo de un encuentro de box, con la banda (fuertemente custodiada por hombres apropiados) caminando entre la audiencia hacia el escenario secundario mientras la canción "Popmart mix" del disco de M, "Pop Muzik" era tocada. El show propiamente tal se iniciaba con la canción Mofo. Previo a ello, mientras se apagaban las luces del estadio, sonaba el tema "Bittersweet Symphony" de The Verve, seguida de la versión del tema de Misión Imposible realizada por Adam Clayton y Larry Mullen Jr.
Mientras la banda tocaba, la audiencia era bombardeada con imágenes y colores, todas diseñadas hacia la irónica propuesta sobre la cultura pop. Durante el trayecto del tour el repertorio iría cambiando poco a poco.
La banda caminaba desde el interior de un limón gigante durante el bis (sin embargo el limón falló en abrirse tres veces, en Oslo, Sídney y Tokio). Mientras, sonaba una grabación de la canción Lemon (Perfecto Mix).

### Conjunto principal
Cada concierto se inauguró con una actuación de "Mofo". Después de "Mofo" en cada espectáculo, la banda interpretó "I Will Follow", "Even Better Than the Real Thing", "Gone", "Last Night on Earth" y "Until the End of the World". Mientras el grupo actuaba, el público era bombardeado con imágenes y colores, todos diseñados para el abrazo irónico de la táctica y la cultura popular.
Cada espectáculo presentó "Staring at the Sun" durante la mitad del set, y muchos espectáculos presentaron "New Year's Day" y "All I Want Is You". "I Still Haven't Found What I'm Looking For", "Pride (In the Name of Love)", y "Bullet the Blue Sky" (a menudo precedido por "Miami") también se tocaron en cada espectáculo. Estas canciones a menudo fueron seguidas por un tragamonedas "Edge Karaoke", en el que The Edge cantaba "Daydream Believer" de The Monkees o una canción similar contra un CD de karaoke barato, completo con letras que se muestran en la pantalla gigante. El final de cada conjunto principal presentaba "Please", que pasó a "Where the Streets Have No Name".

### Bises
Al final del set principal, antes del primer bis, el limón gigante se movió a la mitad del escenario. Allí se cayó una sábana, exponiendo una enorme bola de discoteca que iluminaba el estadio con luces giratorias mientras el Perfecto Mix de "Lemon" era tocado. La banda saldría del limón gigante al escenario B para tocar "Discothèque".
El resto del primer bis típicamente consistía en "If You Wear That Velvet Dress" y "With or Without You". Después de otro breve descanso, la banda volvería a tocar "Hold Me, Thrill Me, Kiss Me, Kill Me", su sencillo de 1995 para la banda sonora de Batman Forever, seguido de "Mysterious Ways". "One" siempre siguió, terminando un puñado de espectáculos, pero por lo demás fue seguido por una canción más. "Unchained Melody", "Wake Up Dead Man" y "MLK" fueron interpretados de diversas maneras para cerrar el espectáculo. En un puñado de ocasiones, el espectáculo terminó con otra canción, como "Rain", "Hallelujah", "Mothers of the Disappeared" (durante la cual las Madres de la Plaza de Mayo aparecieron en el escenario en Buenos Aires), "40" o "Can't Help Falling in Love". "She's a Mystery to Me" y "Staring at the Sun" también terminaron un solo espectáculo.

### Canciones adicionales
Durante la gira se tocaron un total de 55 canciones diferentes y se tocaron 17 de las 55 canciones en todos los espectáculos de PopMart. De las 12 canciones en Pop, cada canción se tocó en su totalidad al menos una vez, con la excepción de "The Playboy Mansion", que solo apareció como un fragmento varias veces al final de "Where the Streets Have No Name". "Do You Feel Loved" solo se realizó durante los primeros seis shows, y "If God Will Send His Angels" fue interpretada una vez por la banda completa, más otras 20 veces solo por Bono y The Edge. "Bad" y "Desire" también se tocaron en un puñado de espectáculos.

## Setlist recurrente
Esta lista es representativa de la lista de canciones promedio de la gira realizada por Setlist.fm, que representa todos los conciertos durante la duración de la gira.
1. Pop Muzik (grabación) - Intro
2. Mofo
3. I Will Follow
4. Gone
5. Even Better Than The Real Thing
6. Last Night On Earth
7. Until the End of the World
8. New Year's Day
9. Pride (In the Name of Love)
10. I Still Haven't Found What I'm Looking For
11. All I Want Is You
12. Staring at the Sun
13. Sunday Bloody Sunday
14. Miami
15. Bullet the Blue Sky
16. Please
17. Where the Streets Have No Name
18. Lemon (Perfecto Mix) (grabación) - Interludio
19. Discothèque
20. If You Wear That Velvet Dress
21. With or Without You
22. Hold Me, Thrill Me, Kiss Me, Kill Me
23. Mysterious Ways
24. One
25. Wake Up Dead Man

### Canciones más tocadas
- Staring at the Sun (95 veces)
- Bullet the Blue Sky (93 veces)
- Discothèque (93 veces)
- Even Better Than The Real Thing (93 veces)
- Gone (93 veces)
- Hold Me, Thrill Me, Kiss Me, Kill Me (93 veces)
- I Still Haven't Found What I'm Looking For (93 veces)
- I Will Follow (93 veces)
- Last Night On Earth (93 veces)
- Mofo (93 veces)
- Mysterious Ways (93 veces)
- One (93 veces)
- Please (93 veces)
- Pride (In the Name of Love) (93 veces)
- Until the End of the World (93 veces)
- Where the Streets Have No Name (93 veces)
- With or Without You (93 veces)
- If You Wear That Velvet Dress (90 veces)
- New Year's Day (68 veces)
- Miami (62 veces)

## Concierto de Sarajevo
Durante el Zoo TV Tour, U2 emitió controversiales enlaces satelitales a Sarajevo. Los enlaces fueron organizados por el trabajador humanitario Bill Carter, quien entrevistó a personas comunes sobre sus experiencias de la guerra en curso en Bosnia y Herzegovina. Como resultado de las transmisiones satelitales, U2 prometió tocar en Sarajevo. El show de Sarajevo tuvo que esperar hasta el PopMart Tour, cuando U2 se convirtió en la primera banda importante en actuar en la ciudad después de que la guerra había terminado. El concierto altamente emotivo fue uno de los aspectos más destacados del PopMart Tour. Asistieron 45,000 personas y se hizo un esfuerzo para asegurar que todos los grupos étnicos estuvieran presentes. También asistieron varios cientos de miembros de la "Fuerza de Estabilización" internacional (SFOR) a quienes se les asignó en ese momento la tarea de mantener el Acuerdo de Dayton. Durante el bis, Brian Eno subió al escenario para la primera presentación en vivo de la banda de "Miss Sarajevo". Luciano Pavarotti, que fue vocalista invitado en la grabación original, no estaba en Sarajevo. Sin embargo, su voz fue retenida. Un fonógrafo de estilo antiguo, completo con una bocina amplificadora, fue subido al escenario para la canción y Brian Eno movió su stylus para que coincidiera con la contribución vocal del tenor. Desafortunadamente, la interpretación de esta canción no salió tan bien como estaba planeado ya que el tiempo de la banda estaba apagado y Bono estaba teniendo dificultades con su voz. Fue en este contexto que Bono eligió disculparse con la audiencia porque la banda no podía "tocarlo". Después del show de Sarajevo en 1997, "Miss Sarajevo" no se volvió a tocar hasta el segundo tramo del concierto Vértigo Tour en 2005.
Este concierto también fue la primera vez que la banda tocó "Sunday Bloody Sunday" en más de cuatro años. Fue interpretada en solitario por The Edge, quien frecuentemente introdujo la canción durante las últimas etapas de la gira al afirmar que la banda la había "redescubierto" en Sarajevo. Larry Mullen también tocó el tambor principal de la canción como parte de la segunda mitad de "Please".
A pesar de la actuación deficiente, una noticia decía: "Durante dos horas mágicas, la banda de rock U2 logró lo que los guerreros, políticos y diplomáticos no pudieron: unieron a Bosnia". Los trenes corrieron por primera vez desde la guerra para permitir que la gente viera el concierto, aunque luego se detuvieron nuevamente. Bono más tarde llamó al espectáculo de Sarajevo "una de las noches más duras y dulces de mi vida". Larry Mullen, Jr. lo llamó "una experiencia que nunca olvidaré por el resto de mi vida, y si tuviera que pasar 20 años en la banda solo para tocar ese espectáculo, y lo he hecho, creo que habría valido la pena".

## Recepción
Aunque la extravagancia de la gira fue visual y técnicamente impresionante, las primeras fechas de PopMart, en ocasiones, se vieron empañadas por actuaciones deficientes. La banda había reservado la gira antes de que terminara el álbum, y con el lanzamiento previsto para noviembre de 1996 retrasado hasta marzo de 1997 para terminar el álbum, se perdió un valioso tiempo de ensayo de la gira. Esta falta de preparación se manifestó en los espectáculos, particularmente durante la noche de estreno mal recibida en Las Vegas. Hubo una intensa presión para la banda, especialmente con la asistencia de varios periodistas y celebridades. La banda perdió el tiempo en la canción "Staring at the Sun", dejó de tocar a la mitad y luego comenzó de nuevo. Durante "Discotheque", la tripulación llenó el escenario con demasiado hielo seco; el Edge no podía ver el pedal de su guitarra en medio del humo y tuvo que arrodillarse para encontrarlo al tacto.
No obstante, la calidad de las actuaciones mejoró enormemente a medida que ciertas canciones nuevas fueron eliminadas o reelaboradas, los viejos favoritos de la multitud se reintrodujeron y la lista de canciones evolucionó a un orden más coherente durante los primeros dos meses. En las fechas del Giants Stadium, "Staring at the Sun" fue interpretada acústicamente por Bono and the Edge. Convirtiéndose en uno de los aspectos más destacados del espectáculo, se realizaría de esta manera durante el resto de la gira.
En la segunda parte de la gira, en Europa, las actuaciones habían mejorado enormemente como lo demuestra el EP Popheart que presentó tres canciones del primer espectáculo europeo en Róterdam.
La banda tuvo algunas dificultades para llenar estadios en el sur y medio oeste de los EE. UU., Sin embargo, hubo múltiples entradas nocturnas en Chicago, Nueva York y Boston. Sin embargo, fue mejor recibido por los europeos y, en particular, por el público sudamericano. Fue la primera vez que U2 realizó una gira por Sudamérica y Bono comentó que la entusiasta respuesta de los fanáticos que recibieron allí ayudó a U2 a recuperar su confianza y aprecio por tocar juntos.
A pesar de su inteligencia y respuesta crítica positiva, muchos fanáticos se sintieron alienados por los shows; cierto material del álbum Pop no bajó tan bien como U2 podría haber esperado y muchas personas simplemente no entendieron la broma. U2 se había vestido como Village People en el video "Discothèque", y esta disposición a burlarse de su imagen seria continuó durante PopMart. (En el show del Coliseo de Los Ángeles el 21 de junio, se rindió homenaje al "Prefab Four" original con una aparición especial de Davy Jones de The Monkees para interpretar su canción característica, "Daydream Believer".) Pero la gran ironía de U2 shtick "no pudo satisfacer a muchos críticos y fanáticos aparentemente confundidos por la nueva imagen de la banda y sus elaborados sets. Un crítico de la NME más tarde recordó un "ridículo alboroto" que era una desviación de "Planet Reality".
Interrumpiendo algunos espectáculos, también surgieron problemas técnicos durante toda la gira. Cuando la banda estaba a punto de salir del gigante limón mecánico para la repetición de un espectáculo en Oslo, el limón no funcionó, atrapando a la banda dentro y obligándolos a escapar a través de una pequeña escotilla en la parte posterior. Este incidente luego fue catalogado como uno de los "15 Travesuras más vergonzosas del escenario del Rock 'n' Roll" por Spinner.com de AOL. El limón volvió a funcionar mal en un espectáculo en Sídney, y no se usó en absoluto, y también funcionó mal en Osaka, Japón, donde la banda quedó atrapada nuevamente dentro, pero no pudo escapar por la parte de atrás. Además de los problemas con el limón mecánico, la gran pantalla de video LED se dañó en Washington D. C.por una tormenta de lluvia durante un concierto. La pantalla de video requirió tiempo para reparaciones que terminaron causando la cancelación de un concierto completo en Raleigh, Carolina del Norte.
Al igual que el anterior Zoo TV Tour de la banda, PopMart fue otro gran éxito en términos de ingresos, recaudando US $ 171,677,024. El 20 de septiembre de 1997, la banda se presentó frente a más de 150,000 personas en Reggio Emilia, Italia, y estableció un nuevo récord mundial por tener la mayor cantidad de asistentes a un concierto para un solo artista.
Más de una década después de PopMart, a pesar de las críticas y percances, Bono dijo que consideraba que la gira era la mejor. "Pop (Mart) es nuestro mejor momento. Es mejor que Zoo TV estéticamente, y como proyecto de arte es un pensamiento más claro". Luego agregó: "Cuando ese programa funcionó, fue alucinante". Edge dijo que estaba "muy orgulloso de [Pop] al final de la gira. Finalmente lo descubrimos cuando hicimos el DVD. Fue un espectáculo increíble del que estoy realmente orgulloso".

## Post-tour

### Aparición en Los Simpson
En abril de 1998, un mes después de que finalizara el PopMart Tour, U2 apareció como estrella invitada en el episodio número 200 de Los Simpson, "Trash of the Titans". El episodio presentó a U2 realizando un concierto de PopMart en el Springfield Stadium donde Homer Simpson interrumpió el espectáculo durante la presentación de "Pride (In the Name of Love)". Los cuatro miembros de la banda y todo el escenario PopMart se mostraron en forma animada. Bono, The Edge y Adam Clayton tuvieron apariciones de voz en los episodios, así como el gerente de la banda, Paul McGuinness, y la asistente de McGuinness, Susie Smith. Larry Mullen, Jr. no estuvo presente en las grabaciones del estudio, por lo tanto, apareció en un papel que no habla. La banda incluso tuvo una pequeña parte en un número musical. La aparición como invitado de U2 apareció más tarde en la lista de The Phoenix de "Los Simpsons 20 mejores voces invitadas de todos los tiempos".

### Lanzamientos en vivo
En diciembre de 1997, los dos conciertos de PopMart Tour en la Ciudad de México fueron filmados para varios lanzamientos futuros de video y audio. En noviembre de 1998, PolyGram e Island Records lanzaron el video PopMart: Live from Mexico City en VHS y Video CD. El video combinó imágenes de los dos conciertos y presentó las 25 canciones interpretadas en ambos espectáculos. Los lanzamientos de VHS y Video CD ya no se imprimen; sin embargo, se lanzó una versión en DVD por primera vez en septiembre de 2007. En 2000, el álbum Hasta la Vista Baby! fue lanzado exclusivamente para miembros del club de fanes de U2, que incluía 14 de las 25 canciones de la Ciudad de México en un CD. Al mismo tiempo, se lanzaron varios sencillos de "Beautiful Day", que incluían las versiones en vivo de "Discothèque", "If You Wear That Velvet Dress" y "Last Night on Earth", el último de los cuales también fue presentado en el sencillo "Elevation". El video en vivo de "Last Night on Earth" apareció en el sencillo australiano "Beautiful Day", y el video en vivo de "Gone" apareció en The Best of 1990–2000 lanzamientos de video.
Además de las grabaciones de la Ciudad de México, se lanzaron internacionalmente versiones en vivo de "Please", "Where the Streets Have No Name" y "Staring at the Sun" de Róterdam, así como "With or Without You" de Edmonton. en el EP: PopHeart Live EP, y más tarde en el sencillo "Please" en los Estados Unidos. En el DVD adicional del lanzamiento de la edición especial del álbum, The Best of 1990–2000, apareció un video en vivo de "Please" filmado en Helsinki, conocido como "Live Mural Cut".

## Hechos memorables
El comienzo de Popmart no fue nada fácil para U2. La demora de la grabación del álbum Pop provocó que el grupo empezara el tour con muchas fallas en las canciones del disco (por ejemplo "Staring At The Sun" tuvo que ser tocada dos veces en Las Vegas). Otro grave problema fue que en muchos conciertos en EE. UU. el show se hacía con pocos espectadores (lo que también ocurrió algunas veces en Europa, Asia y Oceanía). Sin embargo, U2 logró recuperarse tocando en lugares que nunca (o muy pocas veces) se habían presentado, como Polonia, República Checa o sus primeras visitas a Latinoamérica (en la gira ZooTV solo había pisado México, y en esta gira filmaron el video/DVD de la misma durante sus dos conciertos en México), en donde destaca el increpamiento del vocalista Bono al exdictador Augusto Pinochet, en su visita a Chile, por el hecho de que había obtenido un escaño en el Senado como vitalicio, y la participación de las madres de los detenidos desaparecidos, junto a la banda. Asimismo, en el show de Argentina, durante la canción "Mothers of the Dissapeared" subieron al escenario las Madres de la Plaza de Mayo.
También en la gira, U2 apareció en el show animado de televisión Los Simpson.

## Etapas de la gira

### Primera Etapa. Norteamérica
La primera etapa de la gira se desarrolló en Estados Unidos y Canadá.
| Fecha               | País           | Ciudad           | Lugar                              |
| 25 de abril de 1997 | Estados Unidos | Las Vegas        | Sam Boyd Stadium                   |
| 28 de abril de 1997 | Estados Unidos | San Diego        | Jack Murphy Stadium                |
| 1 de mayo de 1997   | Estados Unidos | Denver           | Mile High Stadium                  |
| 3 de mayo de 1997   | Estados Unidos | Salt Lake City   | Rice-Eccles Stadium                |
| 6 de mayo de 1997   | Estados Unidos | Eugene           | Autzen Stadium                     |
| 9 de mayo de 1997   | Estados Unidos | Tempe            | Sun Devil Stadium                  |
| 12 de mayo de 1997  | Estados Unidos | Dallas           | Cotton Bowl                        |
| 14 de mayo de 1997  | Estados Unidos | Memphis          | Memphis Liberty Bowl               |
| 16 de mayo de 1997  | Estados Unidos | Clemson          | Death Valley Stadium               |
| 19 de mayo de 1997  | Estados Unidos | Kansas City      | Arrowhead Stadium                  |
| 22 de mayo de 1997  | Estados Unidos | Pittsburgh       | Three Rivers Stadium               |
| 24 de mayo de 1997  | Estados Unidos | Columbus         | Ohio Stadium                       |
| 26 de mayo de 1997  | Estados Unidos | Washington D. C. | Robert F. Kennedy Memorial Stadium |
| 31 de mayo de 1997  | Estados Unidos | East Rutherford  | Giants Stadium                     |
| 1 de junio de 1997  | Estados Unidos | East Rutherford  | Giants Stadium                     |
| 3 de junio de 1997  | Estados Unidos | East Rutherford  | Giants Stadium                     |
| 8 de junio de 1997  | Estados Unidos | Filadelfia       | Franklin Field                     |
| 12 de junio de 1997 | Canadá         | Winnipeg         | Winnipeg Stadium                   |
| 14 de junio de 1997 | Canadá         | Edmonton         | Estadio de la Mancomunidad         |
| 15 de junio de 1997 | Canadá         | Edmonton         | Estadio de la Mancomunidad         |
| 18 de junio de 1997 | Estados Unidos | Oakland          | Oakland-Alameda County Coliseum    |
| 19 de junio de 1997 | Estados Unidos | Oakland          | Oakland-Alameda County Coliseum    |
| 21 de junio de 1997 | Estados Unidos | Los Ángeles      | Los Angeles Memorial Coliseum      |
| 25 de junio de 1997 | Estados Unidos | Madison          | Camp Randall Stadium               |
| 27 de junio de 1997 | Estados Unidos | Chicago          | Soldier Field                      |
| 28 de junio de 1997 | Estados Unidos | Chicago          | Soldier Field                      |
| 29 de junio de 1997 | Estados Unidos | Chicago          | Soldier Field                      |
| 1 de julio de 1997  | Estados Unidos | Foxboro          | Foxboro Stadium                    |
| 2 de julio de 1997  | Estados Unidos | Foxboro          | Foxboro Stadium                    |

### Segunda Etapa. Europa
La segunda etapa de la gira se desarrolló en Europa. En esta etapa U2 visitó por primera vez Israel y Grecia.
| Fecha                    | País                 | Ciudad        | Lugar                          |
| 18 de julio de 1997      | Países Bajos         | Róterdam      | Stadion Feyenoord              |
| 19 de julio de 1997      | Países Bajos         | Róterdam      | Stadion Feyenoord              |
| 25 de julio de 1997      | Bélgica              | Werchter      | Werchter Festival Grounds      |
| 27 de julio de 1997      | Alemania             | Colonia       | Butzweiler Hof                 |
| 29 de julio de 1997      | Alemania             | Leipzig       | Festwiese                      |
| 31 de julio de 1997      | Alemania             | Mannheim      | Maimarkt                       |
| 2 de agosto de 1997      | Suecia               | Gotemburgo    | Estadio Ullevi                 |
| 4 de agosto de 1997      | Dinamarca            | Copenhague    | Parken Stadion                 |
| 6 de agosto de 1997      | Noruega              | Oslo          | Valle Hovin Stadion            |
| 9 de agosto de 1997      | Finlandia            | Helsinki      | Estadio Olímpico de Helsinki   |
| 11 de agosto de 1997     | Polonia              | Białystok     | Estadio Municipal de Bialystok |
| 12 de agosto de 1997     | Polonia              | Varsovia      | Horse Track                    |
| 14 de agosto de 1997     | República Checa      | Praga         | Strahov Stadium                |
| 15 de agosto de 1997     | Hungría              | Pécs          | Lauber Dezső Sports Hall       |
| 16 de agosto de 1997     | Austria              | Viena         | Airfield                       |
| 18 de agosto de 1997     | Alemania             | Núremberg     | Zeppelinfeld                   |
| 20 de agosto de 1997     | Alemania             | Hannover      | Expo Field                     |
| 22 de agosto de 1997     | Inglaterra           | Londres       | Wembley Stadium                |
| 23 de agosto de 1997     | Inglaterra           | Londres       | Wembley Stadium                |
| 26 de agosto de 1997     | Irlanda              | Belfast       | Botanic Gardens                |
| 28 de agosto de 1997     | Inglaterra           | Leeds         | Roundhay Park                  |
| 30 de agosto de 1997     | Irlanda              | Dublín        | Lansdowne Road                 |
| 31 de agosto de 1997     | Irlanda              | Dublín        | Lansdowne Road                 |
| 2 de septiembre de 1997  | Escocia              | Edimburgo     | Estadio Murrayfield            |
| 6 de septiembre de 1997  | Francia              | París         | Parc des Princes               |
| 9 de septiembre de 1997  | España               | Madrid        | Estadio Vicente Calderón       |
| 11 de septiembre de 1997 | Portugal             | Lisboa        | Estadio José Alvalade          |
| 13 de septiembre de 1997 | España               | Barcelona     | Estadi de Montjuic             |
| 15 de septiembre de 1997 | Francia              | Montpellier   | Espace Grammont                |
| 18 de septiembre de 1997 | Italia               | Roma          | Aeroporte Del-Urbe             |
| 20 de septiembre de 1997 | Italia               | Reggio Emilia | Festival Site                  |
| 23 de septiembre de 1997 | Bosnia y Herzegovina | Sarajevo      | Estadio Koševo                 |
| 26 de septiembre de 1997 | Grecia               | Salónica      | Harbour Yard                   |
| 30 de septiembre de 1997 | Israel               | Tel Aviv      | Hayarkon Park                  |

### Tercera etapa. Norteamérica.
La tercera etapa de la gira se desarrolló en Norteamérica.
| Fecha                   | País           | Ciudad        | Lugar                        |
| 26 de octubre de 1997   | Canadá         | Toronto       | SkyDome                      |
| 27 de octubre de 1997   | Canadá         | Toronto       | SkyDome                      |
| 29 de octubre de 1997   | Estados Unidos | Minneapolis   | Hubert H. Humphrey Metrodome |
| 31 de octubre de 1997   | Estados Unidos | Pontiac       | Pontiac Silverdome           |
| 2 de noviembre de 1997  | Canadá         | Montreal      | Estadio Olímpico de Montreal |
| 8 de noviembre de 1997  | Estados Unidos | Saint Louis   | Trans World Dome             |
| 10 de noviembre de 1997 | Estados Unidos | Tampa         | Houlihan's Stadium           |
| 12 de noviembre de 1997 | Estados Unidos | Jacksonville  | Municipal Stadium            |
| 14 de noviembre de 1997 | Estados Unidos | Miami         | Pro Player Stadium           |
| 21 de noviembre de 1997 | Estados Unidos | Nueva Orleans | Louisiana Superdome          |
| 23 de noviembre de 1997 | Estados Unidos | San Antonio   | Alamodome                    |
| 26 de noviembre de 1997 | Estados Unidos | Atlanta       | Georgia Dome                 |
| 28 de noviembre de 1997 | Estados Unidos | Houston       | Astrodome                    |
| 2 de diciembre de 1997  | México         | México D.F.   | Foro Sol                     |
| 3 de diciembre de 1997  | México         | México D.F.   | Foro Sol                     |
| 9 de diciembre de 1997  | Canadá         | Vancouver     | BC Place Stadium             |
| 12 de diciembre de 1997 | Estados Unidos | Seattle       | Kingdome                     |

### Cuarta Etapa. Sudamérica, Australia, Japón y Sudáfrica.
La cuarta etapa de la gira se desarrolló en Sudamérica, Australia, Japón y Sudáfrica. U2 visitó por primera vez Argentina, Brasil, Chile y Sudáfrica.
| Fecha                 | País      | Ciudad            | Lugar                                 |
| 27 de enero de 1998   | Brasil    | Río de Janeiro    | Autódromo Internacional Nelson Piquet |
| 30 de enero de 1998   | Brasil    | São Paulo         | Estadio Morumbi                       |
| 31 de enero de 1998   | Brasil    | São Paulo         | Estadio Morumbi                       |
| 5 de febrero de 1998  | Argentina | Buenos Aires      | Estadio River Plate                   |
| 6 de febrero de 1998  | Argentina | Buenos Aires      | Estadio River Plate                   |
| 7 de febrero de 1998  | Argentina | Buenos Aires      | Estadio River Plate                   |
| 11 de febrero de 1998 | Chile     | Santiago de Chile | Estadio Nacional de Chile             |
| 17 de febrero de 1998 | Australia | Perth             | Burswood Dome                         |
| 21 de febrero de 1998 | Australia | Melbourne         | Waverley Park                         |
| 25 de febrero de 1998 | Australia | Brisbane          | Suncorp Stadium                       |
| 27 de febrero de 1998 | Australia | Sídney            | Sydney Football Stadium               |
| 5 de marzo de 1998    | Japón     | Tokio             | Domo de Tokio                         |
| 11 de marzo de 1998   | Japón     | Osaka             | Osaka Dome                            |
| 16 de marzo de 1998   | Sudáfrica | Ciudad del Cabo   | Green Point Stadium                   |
| 21 de marzo de 1998   | Sudáfrica | Johannesburgo     | Johannesburg Stadium                  |